# أولاد منصور (ويزغت)
أولاد منصور هي إحدى مشيخات المملكة المغربية، تتبع جغرافيا لإقليم بولمان وإداريًا لويزغت. يقدر عدد سكانها بـ 9759 نسمة حسب الإحصاء الرسمي للسكان والسكنى لسنة 2004.